# Японски звездоброец
Uranoscopus japonicus е вид бодлоперка от семейство Uranoscopidae. Видът не е застрашен от изчезване.

## Разпространение и местообитание
Разпространен е в Китай, Провинции в КНР, Северна Корея, Сингапур, Тайван, Филипини, Хонконг, Южна Корея и Япония.
Обитава крайбрежията и пясъчните дъна на океани и морета. Среща се на дълбочина от 250 до 256 m.

## Описание
На дължина достигат до 18 cm.
Популацията на вида е стабилна.